# Ibid.
Ibid. とは、ラテン語 ibidem の省略であり、脚注、尾注、引用、参考文献において既出の文献から再び参照する時に用いる。日本語の「同書」に当たる。ラテン語の本来の意味は「同じ場所」である。idem (Id.) も同じ意味である。
Ibid. の文献は、一つ前に示してある。これは「〃」と同じ意味である。
科学技術情報流通技術基準では、ibid.の使用は参照記述が個別に取り出されたとき、書誌要素の一部を明示することができなくなるため用いてはならないとされる。

## 例
- 4. E. Vijh, Latin for dummies (New York: Academic, 1997), 23.
- 5. Ibid.
- 6. Id. at 29

5 番目の文献は 4 番目の (E. Vijh, "Latin for dummies" on page 23) と同じ文献を示している。6 番目は、同じ文献であるが 29 ページを表している。